# Banche di interesse nazionale
Le banche di interesse nazionale erano in Italia un tipo di banca individuato in base alla "legge bancaria" del 1936 (regio decreto legge 12 marzo 1936, n. 375 convertito con modificazioni in legge 7 marzo 1938, n. 141) che riformò il sistema.

## Storia
La rivalutazione forzosa della lira del 1927 e la crisi del '29 avevano spinto la grande industria italiana in una situazione di crisi che si era trasmessa al sistema bancario. Venne creato un ente, l'Istituto per la Ricostruzione Industriale, a carattere prima provvisorio e poi permanente al quale conferire le partecipazioni industriali detenute dalle tre maggiori banche italiane (Banca Commerciale Italiana, Banco di Roma, Credito Italiano), che non trovarono acquirenti privati.
Questo modificava il precedente status di tali istituti, precedentemente banche miste, e quindi con possibilità di compiere operazioni di diversa durata temporale (breve o lungo termine). Tutto ciò mutò di nuovo nel 1993 con il testo unico bancario del governo Amato, che consentiva, in sostanza, il ritorno alla "banca mista", anticipando di sei anni un'analoga mossa del Congresso degli Stati Uniti con l'abrogazione del Glass-Steagall Act risalente al 1933.

## Descrizione
La legge bancaria del 1936 operò la netta separazione fra banche commerciali e banche d'investimento, con l'obiettivo di rompere il meccanismo di compartecipazione che aveva portato le banche sull'orlo del fallimento. La legge trasformò le tre banche individuate in banche di interesse nazionale: la fisionomia di questi istituti era così quella di banche di credito ordinario che non potevano più erogare prestiti all'industria né essere proprietarie di valori industriali. Il credito venne inoltre qualificato come funzione di «interesse pubblico» e del sistema bancario come «difesa del risparmio».